# Nārī Dāgh
Nārī Dāgh (persiska: نارلی داغ, Nārlī Dāgh, ناری داغ) är ett berg i Iran.   Det ligger i provinsen Golestan, i den norra delen av landet, 400 km nordost om huvudstaden Teheran. Toppen på Nārī Dāgh är 413 meter över havet, eller 122 meter över den omgivande terrängen. Bredden vid basen är 6,3 km.
Terrängen runt Nārī Dāgh är varierad.Runt Nārī Dāgh är det ganska tätbefolkat, med 65 invånare per kvadratkilometer. Omgivningarna runt Nārī Dāgh är i huvudsak ett öppet busklandskap.